# 基斯瓦爾加加山
9°14′38″S 77°11′57″W / 9.24389°S 77.19917°W
基斯瓦爾加加山（Quisuargaga），是秘魯的山峰，位於該國北部安卡什大區，由瓦里省的瓦里區負責管轄，屬於安地斯山脈的一部分，海拔高度4,400米。